# Camden (Alabama)
Camden és una població dels Estats Units a l'estat d'Alabama. Segons el cens del 2000 tenia 2.257 habitants.

## Demografia
Segons el cens del 2000, Camden tenia 2.257 habitants, 868 habitatges, i 584 famílies. La densitat de població era de 206 habitants per km².
Dels 868 habitatges en un 35,9% hi vivien nens de menys de 18 anys, en un 37,6% hi vivien parelles casades, en un 27% dones solteres, i en un 32,7% no eren unitats familiars. En el 31% dels habitatges hi vivien persones soles el 16% de les quals corresponia a persones de 65 anys o més que vivien soles. El nombre mitjà de persones vivint en cada habitatge era de 2,45 i el nombre mitjà de persones que vivien en cada família era de 3,09.
Per edats la població es repartia de la següent manera: un 29,1% tenia menys de 18 anys, un 8,6% entre 18 i 24, un 24,2% entre 25 i 44, un 19,8% de 45 a 60 i un 18,3% 65 anys o més.
L'edat mediana era de 36 anys. Per cada 100 dones hi havia 78,3 homes. Per cada 100 dones de 18 o més anys hi havia 71,2 homes.
La renda mediana per habitatge era de 25.750 $ i la renda mediana per família de 28.854 $. Els homes tenien una renda mediana de 35.625 $ mentre que les dones 20.735 $. La renda per capita de la població era de 14.272 $. Aproximadament el 31,4% de les famílies i el 33,6% de la població estaven per davall del llindar de pobresa.

## Poblacions més properes
El següent diagrama mostra les poblacions més properes.